# Thập niên 1990
- Kính viễn vọng Hubble, chiếc kính viễn vọng không gian đầu tiên được phóng vào năm 1990
- Hai chiếc F-16 và F-15 của Mỹ bay qua các mỏ dầu đang cháy trong Chiến dịch Bão táp Sa mạc, hay với cái tên phổ biến là Chiến tranh vùng Vịnh
- Cuộc ký kết Hiệp định Oslo vào ngày 13 tháng 9 năm 1993
- Hệ thống World Wide Web được công chúng biết đến vào đầu thập niên và được phổ biến rộng rãi trên toàn cầu
- Boris Yeltsin đón chào công chúng sau âm mưu đảo chính tháng 8 dẫn đến việc Liên Xô tan rã vào cuối năm 1991
- Chú cừu Dolly là loài động vật có vú đầu tiên được nhân bản vô tính từ tế bào xôma trưởng thành
- Lễ tang của Diana, Vương phi xứ Wales, người qua đời trong một vụ tai nạn ô tô ở Paris vào năm 1997
- Hàng trăm nghìn người Tutsi bị giết trong cuộc diệt chủng Rwanda năm 1994, khởi đầu cho cuộc Nội chiến Congo lần thứ hai vào năm 1998.

Thập niên 90 chỉ đến những năm từ 1990 đến 1999, kể cả hai năm đó. Đây là thập niên cuối cùng (gồm những năm có dạng 199x) của thế kỷ 20 cũng như thiên niên kỷ 2  (lưu ý: thập niên cuối cùng của thế kỷ 20 từ 1901 đến 2000 gồm những năm từ 1991 đến 2000).

## Nhân vật

### Các nhà lãnh đạo trên thế giới
- Thủ tướng Bob Hawke (Úc)
- Thủ tướng Paul Keating (Úc)
- Thủ tướng John Howard (Úc)
- Tổng thống Fernando Affonso Collor de Mello (Brasil)
- Tổng thống Itamar Franco (Brasil)
- Tổng thống Fernando Henrique Cardoso (Brasil)
- Tổng thống Zhelyu Zhelev (Bulgaria)
- Tổng thống Petar Stoyanov (Bulgaria)
- Thủ tướng Brian Mulroney (Canada)
- Thủ tướng Kim Campbell (Canada)
- Thủ tướng Jean Chrétien (Canada)
- "Nhà lãnh đạo tối cao" Đặng Tiểu Bình (Cộng hòa Nhân dân Trung Hoa)
- Chủ tịch Giang Trạch Dân (Cộng hòa Nhân dân Trung Hoa)
- Tổng thống Lý Đăng Huy (Trung Hoa Dân quốc) (Đài Loan)
- Tổng thống Franjo Tudman (Croatia)
- Tổng thống Václav Havel (Tiệp Khắc và Cộng hòa Séc sau khi Tiệp Khắc phân chia)
- Tổng thống Poul Nyrup Rasmussen (Đan Mạch)
- Tổng thống Hosni Mubarak (Ai Cập)
- Tổng thống François Mitterrand (Pháp)
- Tổng thống Jacques Chirac (Pháp)
- Thủ tướng Helmut Kohl (Đức)
- Thủ tướng Gerhard Schröder (Đức)
- Toàn quyền David Clive Wilson (Hồng Kông dưới sự cai trị của Anh)
- Toàn quyền Christopher Francis Patten (Hồng Kông dưới sự cai trị của Anh)
- Trưởng đặc khu Đổng Kiến Hoa (Hồng Kông, Cộng hòa Nhân dân Trung Hoa)
- Thủ tướng Atal Bihari Vajpayee (Ấn Độ)
- Tổng thống Mohammad Khatami (Iran)
- Tổng thống Saddam Hussein (Iraq)
- Thủ tướng Yitzhak Shamir (Israel)
- Thủ tướng Yitzhak Rabin (Israel)
- Thủ tướng Benjamin Netanyahu (Israel)
- Nhật hoàng Akihito (Nhật Bản)
- Toàn quyền Vasco Joaquim Rocha Vieira (Ma Cao dưới sự cai trị của Bồ Đào Nha)
- Trưởng đặc khu Edmund Ho (Ma Cao, Cộng hòa Nhân dân Trung Hoa)
- Chủ tịch Yasser Arafat (Chính quyền Palestine)
- Giáo hoàng John Paul II (Vatican)
- Tổng thống Corazon Aquino (Philippines)
- Tổng thống Fidel Ramos (Philippines)
- Tổng thống Joseph Estrada (Philippines)
- Tổng thống Lech Wałęsa (Ba Lan)
- Tổng thống Aleksander Kwaśniewski (Ba Lan)
- Thủ tướng Ruud Lubbers (Hà Lan)
- Thủ tướng Wim Kok (Hà Lan)
- Thủ tướng Mike Moore (New Zealand)
- Thủ tướng Jim Bolger (New Zealand)
- Thủ tướng Jenny Shipley (New Zealand)
- Thủ tướng Helen Clark (New Zealand)
- Tổng thống Ion Iliescu (România)
- Tổng thống Emil Constantinescu (România)
- Tổng thống Boris Nikolayevich Yeltsin (Nga)
- Taoiseach Charles Haughey (Ireland)
- Taoiseach Albert Reynolds (Ireland)
- Taoiseach John Bruton (Ireland)
- Taoiseach Bertie Ahern (Ireland)
- Tổng thống Wee Kim Wee (Singapore)
- Tổng thống Ong Teng Cheong (Singapore)
- Tổng thống Sellapan Ramanathan (Singapore)
- Tổng thống Frederik Willem de Klerk (Nam Phi)
- Tổng thống Nelson Mandela (Nam Phi)
- Tổng thống Kim Dae-jung (Hàn Quốc)
- Tổng thống Mikhail Sergeyevich Gorbachyov (Liên Xô)
- Vua Juan Carlos I (Tây Ban Nha)
- Thủ tướng Felipe González (Tây Ban Nha)
- Thủ tướng José María Aznar (Tây Ban Nha)
- Tổng thống Hafez al-Assad (Syria)
- Tổng thống Turgut Özal (Thổ Nhĩ Kỳ)
- Tổng thống Süleyman Demirel (Thổ Nhĩ Kỳ)
- Thủ tướng Tansu Çiller (Thổ Nhĩ Kỳ)
- Nữ hoàng Elizabeth II (Anh)
- Thủ tướng John Major (Anh)
- Thủ tướng Tony Blair (Anh)
- Tổng thống George H.W. Bush (Hoa Kỳ)
- Tổng thống Bill Clinton (Hoa Kỳ)
- Tổng thống Slobodan Milošević (Cộng hòa Liên bang Nam Tư)